# 金海平野
金海平野（キムヘへいや）は、大韓民国最大規模の三角州である。陸地に露出した三角州の面積は約136km2で、砂州背後の干拓地は約37km2である。慶尚南道金海市と釜山広域市江西区にまたがっている。
釜山広域市北区から分かれる洛東江が6 - 10kmの曲面に堆積した平野として現在も三角州の成長が活発である。